# Maday Emőke
Maday Emőke (Szeged, 1951. május 12. –) magyar színésznő.

## Életpályája
Hétgyermekes családban született. Édesapja: Maday Pál jogász, történész.A Szegedi Nemzeti Színházban kezdte pályáját 1971-ben. 1973-tól Békéscsabai Jókai Színházhoz szerződött. 1978-tól az Arany János Színház tagja volt. 1994-től szabadfoglalkozású színésznőként dolgozott. Vendégművészként szerepelt a Játékszínben, a Karinthy Színházban, és a Karika Színpad előadásain.

## Fontosabb színházi szerepei
- Molière: Férjek iskolája... Izabella
- Carlo Gozzi: Szarvaskirály... Angela
- Friedrich Schiller: Ármány és szerelem... Lujza
- Henrik Ibsen: A vadkacsa... Hedvig
- Giulio Scarnacci – Renzo Tarabusi: Kaviár és lencse... Fiorella
- L. Frank Baum: Óz, a nagy varázsló... Dorka;  Toto kutya
- Maurice Maeterlinck: A kék madár... Tyl anyó
- Karel Čapek: A rabló... Mimi
- Lewis Carroll: Aliz csodaországban... Aliz
- Tankred Dorst: Amálka... Amálka
- Lionel Bart: Oliver... Charlott
- Szigligeti Ede: Liliomfi... Erzsike
- Móricz Zsigmond: Légy jó mindhalálig... Nyilas Misi
- Kosztolányi Dezső: Édes Anna... Anna
- Gyárfás Miklós: Dinasztia... Klári
- Jékely Zoltán: Mátyás király juhásza... Kunigunda
- Turián György: A varázspálca... Rabló Rita
- Kapecz Zsuzsa – Pataky Éva: Tündér a padláson... Andris

## Filmek, tv
- Az ezernevű lány (1979)
- Privát kopó (sorozat)

- Bolond bombák című rész (1993)